# ماریلا گاریگا
ماریلا گاریگا (به انگلیسی: Mariela Garriga) (زاده ۱۹۸۹) بازیگر کوبایی است.
از کارهای معروف او می‌توان به بازی در فیلم‌های خط خون، مأموریت: غیرممکن – روزشمار مرگ قسمت اول و مأموریت: غیرممکن – روزشمار مرگ قسمت دوم و همچنین مجموعه ان‌سی‌آی‌اس: لس آنجلس اشاره کرد.